# Adarrus ellisi
Adarrus ellisi är en insektsart som beskrevs av Dlabola 1980. Adarrus ellisi ingår i släktet Adarrus och familjen dvärgstritar. Inga underarter finns listade i Catalogue of Life.